# Sydney Millionaires
Sydney Millionaires byl profesionální kanadský klub ledního hokeje, který sídlil v Sydney v provincii Nové Skotsko. V letech 1912–1914 působil v profesionální soutěži Maritime Professional Hockey League. Naposledy působil v profesionální soutěži Eastern Professional Hockey League. Zanikl v roce 1915. V roce 1913 se Millionaires zúčastnily exhibičního zápasu o Stanley Cup, ve kterém podlehly Quebecu Bulldogs.